# I. e. 110
Évszázadok: i. e. 3. század – i. e. 2. század – i. e. 1. század
Évtizedek: i. e. 160-as évek – i. e. 150-es évek – i. e. 140-es évek – i. e. 130-as évek – i. e. 120-as évek – i. e. 110-es évek – i. e. 100-as évek – i. e. 90-es évek – i. e. 80-as évek – i. e. 70-es évek – i. e. 60-as évek
Évek: i. e. 115 – i. e. 114 – i. e. 113 – i. e. 112 –  i. e. 111 – i. e. 110 – i. e. 109 – i. e. 108 – i. e. 107 – i. e. 106 – i. e. 105

## Események

### Róma
- Spurius Postumius Albinust és Marcus Minucius Rufust választják consulnak.
- Marcus Minucius Rufus Macedoniában harcol a scordisok ellen.
- Spurius Postumius Albinust Afrikába küldik a numida Iugurtha elleni háborúban. A consul inaktív marad, tárgyal Jugurthával, de minden eredmény nélkül (sokan azzal vádolják, hogy mint más római tisztviselőket, Iugurtha őt is lefizette). Amikor visszatér Rómába, hogy felügyelje a következő consulválasztást, a haderőt fivérére, Aulus Postumius Albinusra bízza, aki ostrom alá veszi az egyik numida várost. Iugurtha kicsalja őt a sivatagba, majd körülzárja és a római sereget csak a megalázó megadás és az azonnali távozás ígérete menti meg a megsemmisüléstől.

### Észak-Afrika
- I. Bocchus, Iugurtha apósa lesz Mauretania királya.

### Arábia
- Dél-Jemenben Himjar királysága kiszakad a Kataban Királyságból.

## Születések
- I. Hillél, zsidó teológus
- Titus Pomponius Atticus, római történetíró
- Philodémosz, görög filozófus

## Fordítás
- Ez a szócikk részben vagy egészben  a(z)   110 av. J.-C. című francia Wikipédia-szócikk ezen változatának fordításán alapul.  Az eredeti cikk szerkesztőit annak laptörténete sorolja fel. Ez a jelzés csupán a megfogalmazás eredetét és a szerzői jogokat jelzi, nem szolgál a cikkben szereplő információk forrásmegjelöléseként.